# Tomáš Dianiška
Tomáš Dianiška (režijní pseudonym František Xaver Kalba, * 10. října 1984 Banská Bystrica) je herec, dramatik a režisér.

## Životopis
V roce 2008 absolvoval herectví na činoherní katedře DAMU. Po ukončení studií nastoupil do angažmá v Divadle F. X. Šaldy v Liberci, kde ztvárnil více než 30 postav. Od září 2014 je členem Divadla pod Palmovkou, kde působí jako herec, dramatik a režisér. Uvádí se zde jeho hry Pusťte Donnu k maturitě, Encyklopedie akčního filmu, Mlčení bobříků a jiné.
Jako autor dlouhodobě pracuje s Českým rozhlasem a celou řadou českých divadel, pro které napsal více než 20 celovečerních her. Je coby Talent roku 2017 nositelem Ceny divadelních kritiků. Za inscenaci Transky, body, vteřiny získal od kritiků v roce 2019 ceny v kategorii Nejlepší inscenace a Nejlepší poprvé uvedená česká hra. O rok později, za inscenaci 294 Statečných, získal opět cenu za Nejlepší poprvé uvedenou českou hru, Cenu Divadelních novin a řadu dalších ocenění. V roce 2021 byly na Ceny kritiků nominovány všechny jeho nové texty. Cenu nakonec získala Dianiškova Špinarka.
Cenu za poprvé uvedenou českou hru získal i v roce 2024 za text hry Tělo tajné agentky.
Dianiškovy hry zastupuje DILIA.
Jeho filmovým debutem je komedie Lítá v tom (2023).

## Život
Obor činoherního herectví na pražské DAMU absolvoval v roce 2008. Studoval například s režisérem Danielem Špinarem, Petrem Kolečkem, nebo Janem Fričem. Je spoluzakladatelem undergroundového a punkového divadelního spolku F. X. Kalby, kterým se zaměřuje na témata blízká „generaci YouTube“. V rámci spolku F. X. Kalby byla uvedena i jeho první hra Googling and Fucking. V rámci propagace chystané inscenace LSDown byl za posprejování zdi zatčen (herečku Barboru Kubátovou incident inspiroval k napsání divadelní hry Cela).
Má dvě děti, žije s herečkou Terezou Dočkalovou.

## Dramata
- Googling and Fucking (2010)
- Pipinky z plakátu (2010)
- House of love, díl 2.: Návrat hezkých hochů (2010)
- Přísně tajné: hrubá nemravnost (2011)
- Mickey Mouse je mrtvý (2012)
- LSDown (2013)
- 1000 věcí, co mě serou (2014)
- LOGO (2015)
- Zvrhlá Margaret (2015)
- Atomová kočička (2016)
- Mlčení bobříků (2016)
- Moje malá úchylka (2017)
- Jak sbalit ženu 2.0 (2017)
- Den závislosti (2018)
- Pusťte Donnu k maturitě (2018)
- Poslední důvod, proč se nezabít (2018)
- Dům uměleckého poltergeista (2018)
- Transky, body, vteřiny (2019)[1][2]
- Bezruký Frantík (2019)[3][4]
- Big Brother (2020)
- 294 statečných (2020)
- Burian (2021)
- Špinarka (2021)[5]
- Encyklopedie akčního filmu (2021)
- Pravomil (2023)
- Tělo tajné agentky (2023)
- Žena filmového kritika (2023)
- Tajemný pan Zet (2023)
- Den zúčtování (2024)
- Národní sbírka zlozvyků (2024)
- Noc zlomených nehtů (2024)
- Zakleté dámy (2024)

## Rozhlasové hry
- Gang divokejch zvířat (2018)
- Jarda a Julie (2018)
- Černá Petra (2020)
- Bezruký Frantík (2021)
- Dilema Emila (2022)
- Sněženky a gangsteři (2024)

## Režie
- Achjo Bitch; Attila, Bič Boží; Curvekiller: 1000 věcí, co mě serou aneb Tvoje bába je komedie, Divadlo pod Palmovkou Praha (pod pseudonymem František Xaver Kalba)
- T. Dianiška: Mickey Mouse je mrtvý, Divadlo pod Palmovkou, 2016 (pod pseudonymem František Xaver Kalba
- T. Dianiška: Atomová kočička, Divadlo F. X. Šaldy Liberec, 2016
- Viliam Klimáček: Komiks, Komorní scéna Aréna Ostrava, 2016
- Tomáš Beránek, Tomáš Dianička: Jak sbalit ženu 2.0, Divadlo pod Palmovkou Praha, 2017 (pod pseudonymem František Xaver Kalba)
- T. Dianiška: Pusťte Donnu k maturitě!, Divadlo pod Palmovkou Praha, 2018 (pod pseudonymem František Xaver Kalba)
- T. Dianiška: Poslední důvod, proč se nezabít, Divadlo pod Palmovkou Praha, 2018 (pod pseudonymem František Xaver Kalba)
- T. Dianiška: Transky, body, vteřiny, Divadlo Petra Bezruče Ostrava, 2019[6][7]
- T. Dianiška: Bezruký Frantík, Divadlo pod Palmovkou Praha, 2019 (pod pseudonymem František Xaver Kalba)[8]
- T. Dianiška: 294 statečných, Divadlo pod Palmovkou Praha, 2020 (pod pseudonymem František Xaver Kalba)
- T. Dianiška: Burian, Divadlo F. X. Šaldy Liberec, 2021
- T. Dianiška: Encyklopedie akčního filmu, Divadlo pod Palmovkou Praha, 2021
- T. Dianiška: Špinarka, Divadlo Petra Bezruče Ostrava, 2021
- T. Dianiška: Tělo tajné agentky, Klicperovo divadlo Hradec Králové, 2023
- T. Dianiška: Žena filmového kritika, Divadlo pod Palmovkou Praha, 2023
- T. Dianiška: Pravomil, Divadlo v Dlouhé Praha, 2023
- T. Dianiška: Tajemný pan Zet, Divadlo F. X. Šaldy Liberec, 2023
- T. Dianiška: Národní sbírka zlozvyků, Losers Cirque Company Praha, 2024